# Louis Dekker
Louis Florian Dekker (* 4. Juli 1894 in Amsterdam; † 13. Mai 1973 ebenda) war ein niederländischer Steuermann im Rudern.

## Karriere
Louis Dekker wurde zusammen mit den Brüdern Jacob und Johannes Brandsma sowie Jean-Baptiste van Silfhout und Dirk Fortuin 1924 Europameister im Vierer mit Steuermann. Bei den Olympischen Sommerspielen 1924 erreichte die gleiche Besatzung das Finale der Vierer mit Steuermann-Regatta, konnte das Rennen jedoch nicht beenden.